# أليكس نيكولز
أليكس نيكولز (بالإنجليزية: Alex Nicholls)‏ هو اقتصادي بريطاني، ولد في 10 يوليو 1964.